# パルサーデザイン
株式会社パルサーデザイン（Pulsar Design）は、ゲーム・アニメーション制作のうち、背景美術グラフィック制作を主な事業内容とした日本の企業。

## 概要
スタジオ・イースターに所属していたアニメーション美術監督である徳田俊之と清水健太が2013年3月に設立した。

## 主な参加作品

### ゲーム
- ボーイフレンド（仮）
- ウチの姫さまがいちばんカワイイ
- 私のホストちゃん〜しちにんのホスト〜
- ガールフレンド（仮）
- ブレイブリーゲート～時の妖精と不思議な迷宮～
- OTOGEAR～オトギア～
- スクールファンファーレ
- ボーイフレンド（仮）きらめき☆ノート
- オルタナティブガールズ
- テイルズ オブ アスタリア
- うたの☆プリンスさまっ♪ Shining Live
- キャプテン翼〜たたかえドリームチーム〜
- ららマジ[要出典]
- 秘宝探偵キャリー

### アニメーション
- 山田くんと7人の魔女
- ミス・モノクローム -The Animation-
- 石膏ボーイズ
- モンストWebアニメ（第二期）